# ヤン・ボウタース
ヤン・ボウタース（ワウテルス、Jan Wouters, 1960年7月17日 - ）は、オランダ・ユトレヒト出身の元同国代表サッカー選手、現サッカー指導者。現役時代のポジションはミッドフィールダー。

## 経歴
選手時代は強烈なシュートやパスセンスも兼ね備え、FCユトレヒト、アヤックス・アムステルダム、バイエルン・ミュンヘン、PSVアイントホーフェンで活躍。オランダ代表として70試合出場4得点をマークしており、同代表が優勝したEURO1988でも主力として活躍、準決勝の西ドイツ戦では決勝ゴールをアシストして決勝進出に大きく寄与した。
現役引退後は様々なチームでコーチや監督を務め、2011年10月からFCユトレヒトの監督に就任。2015年3月からは、ショタ・アルヴェラーゼの後任としてスュペル・リグのカスムパシャSKをシーズン終了まで暫定的に率いた。2015-16シーズンより、ジョヴァンニ・ファン・ブロンクホルストが監督を務めるフェイエノールトでアシスタントコーチに就任。2017年1月には2017-18シーズンまで契約を延長した。

## タイトル
ユトレヒト
- KNVBカップ : 1984-85

アヤックス
- エールディヴィジ : 1989-90
- KNVBカップ : 1985-86, 1986-87
- UEFAカップウィナーズカップ : 1986-87
- UEFAカップ : 1991-92

バイエルン
- ブンデスリーガ : 1993-94

PSV
- KNVBカップ : 1995-96